# Märstetten
Märstetten es una comuna suiza del cantón de Turgovia, ubicada en el distrito de Weinfelden. Limita al oeste y norte con la comuna de Wigoltingen, al este con Kemmental, al sureste con Weinfelden, y al suroeste con Amlikon-Bissegg.

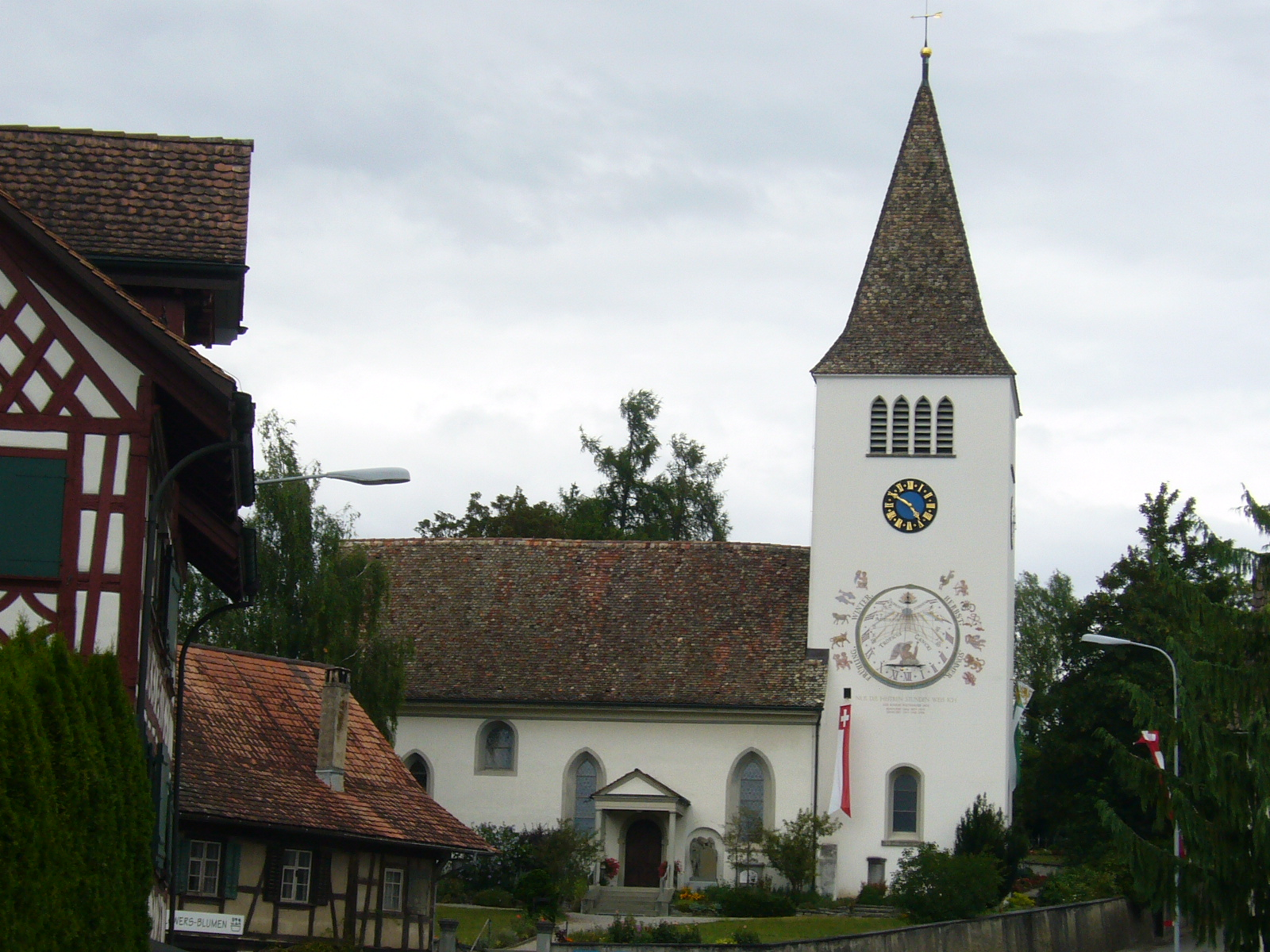
Iglesia de Märstetten.